# Ёдо (княжество)
Княжество Ёдо (яп. 淀藩 Ёдо-хан) — феодальное княжество (хан) в Японии периода Эдо (1623—1871), в провинции Ямасиро на острове Хонсю (современная префектура Киото).

## Краткая история
Административный центр княжества: замок Ёдо (современный Фусими, район Киото).
Доход хана:
- 1623—1633 годы — 35 000 коку риса
- 1633—1669 годы — от 100 до 736 000 коку
- 1669—1723 годы — 60 000 коку риса
- 1723—1871 годы — 102 000 коку

Первым правителем княжества в 1623 году стал Мацудайра Садацуна (1592—1652), третий сын Мацудайра Садакацу (сводного брата сёгуна Токугава Иэясу). В 1633 году он был переведен в Огаки-хан (провинция Мино).
В 1633 году следующим даймё Ёдо-хана был назначен Нагаи Наомаса (1587—1668), бывший ранее правителем княжества Кога (провинция Симоса). В 1658 году Нагаи Наомаса уступил власть своему старшему сыну Нагаи Наоюки (1614—1673), в 1669 году его перевели в княжество Миядзу-хан в провинции Танго.
В 1669 году Ёдо-хан перешел во владение Исикава Нориюки (1634—1707), бывший правитель княжества Исэ-Камеяма (провинция Исэ). Его потомки управляли княжеством до 1711 года. Его внук Исикава Фусаёси (1704—1764) в 1711 году был переведен в Биттю-Мацуяма-хан.
В 1711—1723 годах княжеством владел род Мацудайра, боковая ветвь династии Токугава.
В 1723—1871 годах Ёдо-хан находилась под властью рода Инаба, двенадцать представителей которой занимали княжеский престол.
В 1868 году после разгрома императорской армией сил сёгуната Токугава в битве при Тоба — Фусими последний правитель Ёдо-хан Инаба Масакуни отказался впустить в свой замок разбитое войско сёгуна Токугава Ёсинобу.
Ёдо-хан был ликвидирован в 1871 году.

## Правители княжества
- Род Мацудайра, 1623—1633 (симпан-даймё)

| № | Имя                | Имя      | Годы правления | Годы жизни  | Примечания                               |
| - | ------------------ | -------- | -------------- | ----------- | ---------------------------------------- |
| 1 | Мацудайра Садацуна | 松平定綱 | 1623 — 1633    | 1592 — 1652 | Третий сын Мацудайры (Хисамацу) Садацуна |

- Род Нагаи, 1633—1669 (фудай-даймё)

| № | Имя           | Имя      | Годы правления | Годы жизни  | Примечания                                 |
| - | ------------- | -------- | -------------- | ----------- | ------------------------------------------ |
| 1 | Нагаи Наомаса | 永井尚政 | 1633 — 1658    | 1587 — 1668 | Старший сын Нагаи Наокацу, даймё Кога-хана |
| 2 | Нагаи Наоюки  | 永井尚征 | 1658 — 1669    | 1614 — 1673 | Сын и преемник Нагаи Ноомаса               |

- Род Исикава (1669—1711) (фудай-даймё)

| № | Имя             | Имя      | Годы правления | Годы жизни  | Примечания                                                                             |
| - | --------------- | -------- | -------------- | ----------- | -------------------------------------------------------------------------------------- |
| 1 | Исикава Нориюки | 石川憲之 | 1669 — 1706    | 1634 — 1707 | Внук Исикава Тадафуса, даймё Хида-хана, Сакура-хана и Дзэдзэ-хана                      |
| 2 | Исикава Ёситака | 石川義孝 | 1706 — 1710    | 1659 — 1710 | Второй сын и преемник Исикава Нориюки                                                  |
| 3 | Исикава Фусаёси | 石川総慶 | 1710 — 1711    | 1704 — 1764 | Сын Исикава Кацуюки (1675—1706) и правнук Исикава Ёситака, усыновлён Исикавой Ёситакой |

- Род Мацудайра (ветвь Тода), 1711—1717 (фудай-даймё)

| № | Имя                | Имя      | Годы правления | Годы жизни  | Примечания                                           |
| - | ------------------ | -------- | -------------- | ----------- | ---------------------------------------------------- |
| 1 | Мацудайра Мацухиро | 松平光煕 | 1711 — 1717    | 1674 — 1717 | Старший сын Мацудайры Мицунаги, 2-го даймё Кано-хана |
| 2 | Мацудайра Мацутика | 松平光慈 | 1717           | 1712 — 1732 | Третий сын Мицудайры Мицухиро                        |

- Род Мацудайра (ветвь Огю), 1717—1723 (фудай-даймё)

| № | Имя                | Имя      | Годы правления | Годы жизни  | Примечания                                       |
| - | ------------------ | -------- | -------------- | ----------- | ------------------------------------------------ |
| 1 | Мацудайра Норисато | 松平光煕 | 1717 — 1723    | 1686 — 1746 | Старший сын Мацудайры Кэнхару, даймё Карацу-хана |

- Род Инаба, 1723—1871 (фудай-даймё)

| №  | Имя            | Имя       | Годы правления | Годы жизни  | Примечания                                                                  |
| -- | -------------- | --------- | -------------- | ----------- | --------------------------------------------------------------------------- |
| 1  | Инаба Масатомо | 稲葉正知  | 1723 — 1729    | 1685 — 1729 | Второй сын и преемник Инаба Масамити, даймё Сакура-хана                     |
| 2  | Инаба Масато   | 稲葉正任  | 1729 — 1730    | 1714 — 1730 | Третий сын и преемник Инаба Масатомо                                        |
| 3  | Инаба Масацунэ | 稲葉正恒  | 1730           | 1706 — 1730 | Внук Инаба Масанори, даймё Одавара-хана                                     |
| 4  | Инаба Масатика | 稲葉正親  | 1730 — 1734    | 1692 — 1734 | Приемный сын и наследник Инаба Масацунэ                                     |
| 5  | Инаба Масаёси  | 稲葉 正益 | 1734 — 1771    | 1718 — 1771 | Старший сын и преемник Инаба Масатика                                       |
| 6  | Инаба Масахиро | 稲葉正弘  | 1771 — 1773    | 1747 — 1773 | Старший сын Инаба Масаёси                                                   |
| 7  | Инаба Масанобу | 稲葉正諶  | 1773 — 1806    | 1749 — 1806 | Второй сын Инаба Масаёси                                                    |
| 8  | Инаба Масанари | 稲葉正備  | 1806 — 1815    | 1775 — 1815 | Второй сын и преемник Инаба Масанобу                                        |
| 9  | Инаба Масахару | 稲葉正発  | 1815 — 1823    | 1801 — 1823 | Старший сын Инаба Масанари                                                  |
| 10 | Инаба Масамори | 稲葉正守  | 1823 — 1842    | 1804 — ?    | Сын Инаба Масанобу                                                          |
| 11 | Инаба Масаёси  | 稲葉正誼  | 1842 — 1848    | 1827 — 1848 | Сын Сакикабара Масаки, 3-го даймё Такада-хана, был усыновлён Инаба Масамори |
| 12 | Инаба Масакуни | 稲葉正邦  | 1848 — 1871    | 1834 — 1898 | Второй сын Нива Нагатоми, даймё Нихонмацу-хана, был усыновлён Инаба Масаёси |